# Alan Fersht

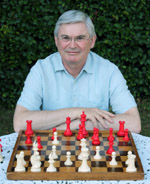
Alan Fersht 2008

Sir Alan Roy Fersht (* 21. April 1943) ist ein britischer Chemiker und ehemaliger Professor für organische Chemie an der University of Cambridge.

## Leben
Fersht schloss an der University of Cambridge beide Teile des Tripos ab (entsprechend einem Bachelor) und erwarb nach einem anschließenden Studium am Gonville and Caius College der Universität Cambridge 1968 bei A. J. Kirby einen Ph.D. in organischer Chemie. Als Postdoktorand arbeitete Fersht bei William Jencks an der Brandeis University.
Ab 1969 arbeitete Fersht als wissenschaftlicher Mitarbeiter im MRC-Labor für molekulare Biologie, bevor er 1978 eine Forschungsprofessur der Royal Society und eine Professur für Biochemie am Imperial College London erhielt. 1988 wechselte er als Professor für organische Chemie an die University of Cambridge und übernahm die Leitung der MRC-Abteilungen für Protein-Engineering und für Protein-Funktion und -Design. 2010 wurde er emeritiert, forscht aber weiter für das MRC (Stand 2011).
Fersht ist verheiratet und hat zwei Kinder. Er ist ein passionierter Schachspieler und hat ein Buch über Staunton-Figuren (Schachfiguren) geschrieben. Fersht betreibt eine umfangreiche Website zum Thema Schach und Schachfiguren.

## Wirken
Fersht gilt als Pionier auf dem Gebiet der Struktur- und Funktionsanalyse von Proteinen und dem Gebiet des Protein-Engineering. Er konnte wesentliche Beiträge zum Verständnis der Mechanismen leisten, die zu einer korrekten Proteinfaltung führen, darunter die Chaperone.
Mit der Anwendung ortsspezifischer Mutagenese (site-directed mutagenesis) verbesserte er die Methoden des Protein-Engineering. Hiermit konnte er die Stärke elektrostatischer Anziehung in Proteinen, katalytischer Mechanismen unter Nutzung von nicht-kovalenten Bindungsenergien (siehe Nicht-kovalente Organokatalyse) und die Wege, eine α-Helix zu stabilisieren, bestimmen.
Fershts Arbeitsgruppe wendet eine Vielzahl von molekularbiologischen und physikalisch-chemischen- und organisch-chemischen Methoden an (darunter Protein-Engineering, DNA-Klonierung, und -Sequenzierung, Mutagenese, Zellkultur, Gen- und Peptidsynthese, Spektroskopie, multidimensionale Kernspinresonanzspektroskopie und Röntgenkristallographie), um Fragen der Proteinfaltung und -fehlfaltung, Medikamentenentwicklung (drug discovery) oder der Beziehung zwischen Proteinstruktur und -aktivität bei verschiedenen Krankheiten zu beantworten. Besonderes Augenmerk gilt der Rolle von Mutationen des Tumorsuppressors p53 bei der Entstehung von Krebs und der Entwicklung neuer Krebsmedikamente, die am mutierten p53 ansetzen.
Fersht war an der Gründung folgender Biotechnologiefirmen beteiligt: Cambridge Antibody Technology (1989, 2006 an AstraZeneca verkauft), Cambridge Drug Discovery (1997, 2000 an Millennium Pharmaceuticals verkauft), Avidis (2000).

## Auszeichnungen (Auswahl)
- 1980 Mitglied der European Molecular Biology Organization (EMBO)[2]
- 1983 Mitglied der Royal Society[3]
- 1988 Ausländisches Ehrenmitglied der American Academy of Arts & Sciences.[4]
- 1989 Mitglied der Academia Europaea[5]
- 1991 Gabor Medal[6]
- 1993 Ausländisches Mitglied der National Academy of Sciences
- 1996 Preis der Feldberg Foundation[7]
- 1998 Davy-Medaille[8]
- 2003 Knight Bachelor[9]
- 2008 Internationales Mitglied der American Philosophical Society[10]
- 2008 Royal Medal[11]
- 2009 Wilhelm-Exner-Medaille
- 2020 Copley-Medaille

Fersht ist Ehrendoktor folgender Universitäten: Uppsala (1999), Brüssel (1999), Weizmann-Institut für Wissenschaften (2004), Jerusalem (2006), Aarhus (2008).